# Futsal Boys!!!!!
Futsal Boys!!!!! (jap. フットサルボーイズ!!!!! Futtosaru Bōizu!!!!!) ist eine japanische Anime-Fernsehserie von Studio Diomedéa aus dem Jahr 2022. Die Geschichte dreht sich um eine Oberschul-Futsal-Mannschaft, deren neue und alte Mitglieder zusammenfinden, um in den anstehenden Turnieren zu bestehen, und dabei ihre Vergangenheit überwinden müssen. Die Serie ist in die Genres Drama, Action und Sport einzuordnen. 

## Handlung
Der gerade auf die Oberschule gekommene Haru Yamato (大和 晴) ist begeistert von Futsal, vor allem vom japanischen Jugend-Nationalspieler Tokinari Tennoji (天王寺刻成). Um seinem Idol nachzueifern, tritt er dem Futsal-Klub der Koyo-Oberschule bei. Mit ihm sind auch Seiichiro Sakaki (大和 晴榊 星一郎) und Ryu Nagumo (南雲 竜) neu dabei, die beide schon mehr Erfahrung haben. Der kühle Sakaki schaut auf den aufgeweckten Anfänger Yamato herab und spielt lieber – sehr erfolgreich – allein und ohne abzuspielen. Der quirlige Nagumo dagegen freundet sich schnell mit Yamato an und beide machen schnell Fortschritte. Die beiden älteren Spieler Toi Tsukioka (月丘 柊依) und Tsubaki Yukinaga (幸永 椿貴) unterstützen sie und versuchen, Sakaki stärker in das Team einzubinden. Schließlich stößt durch Nagumos Vermittlung noch sein Freund aus der Mittelschule, Taiga Amakado (天門 泰雅), als Torwart hinzu. Doch trotz ihres Engagements und Tois Können als Nationalspieler der Jugendmannschaft verlieren sie ihr erstes Spiel gegen die Rivalen der Adalbert-Oberschule.
Während sie für das nächste Turnier trainieren, müssen die Schüler auch ihre Differenzen überwinden. Sakaki kann nur langsam seine Hemmungen überwinden, abzuspielen, indem er Vertrauen zu seinen Mitspielern aufbaut. Nur bei Yamato gelingt ihm das nicht. Der wiederum trifft auf sein Idol Tennoji und kann sogar gegen ihn antreten. Doch der arrogante Tennoji besiegt Yamato nicht nur leicht, sondern erinnert den Jungen auch an seinen Vater. Der wurde ein erfolgreicher Futsal-Spieler, doch reiche Yamato in keiner Weise an ihn heran. Yamato wurde von seinem Vater als kleines Kind zurückgelassen, nachdem der ihm Futsal beigebracht hatte. Über Tennojis Bemerkung gerät er in eine Krise und will Futsal aufgeben. Nur seine Freunde, mit denen und für die er spielen will, können ihn zurückholen. Doch Sakaki kann noch immer nicht mit ihm zusammen spielen, was noch bis ins nächste Turnier so bleibt. Er wird an einen Freund aus der Mittelschule erinnert, mit dem er als einzigen vertrauensvoll spielen konnte. Doch als dieser mit Sakakis Leistung nicht mehr mithalten konnte, zerbrach die Freundschaft. Nun befürchtet Sakaki, dass es ihm mit dem so ähnlichen Yamato ähnlich ergehen könnte. Yamato wiederum glaubt, dass er noch immer nicht gut genug spielt, dass Sakaki ihn respektiert – obwohl der längst insgeheim Yamatos Fortschritte bewundert. Als die Mannschaft im Finale wieder auf Adalbert trifft, nutzen die Gegner Sakakis bekannte Schwäche im Teamspiel aus. Schließlich kann er sich durch Yamatos Zuspruch und Unterstützung der Teamkameraden aufraffen und seine Hemmungen überwinden, sodass sie das Finale gewinnen können.

## Produktion und Veröffentlichung
Die Serie basiert auf einem Konzept von Mao Marita, die Drehbücher schrieb Shoji Yonemura. Bei der Produktion von Studio Diomedéa führte Yukina Hiiro Regie. Das Charakterdesign entwarf Tomomi Ishikawa, der dafür die Designs von Lily Hoshino, Marmelo Tanaka, Mizuki Kawashita, Ruka Urumiya, Sata, Shirano und Utako Yukihiro für den Anime bearbeitete, die jeweils für einzelne Figuren je einer Schule Entwürfe angefertigt hatten. Die künstlerische Leitung hatte Si Man Wei inne, die 3D-Animationen leitete Yukie Yamamoto und für den Ton war Ryōsuke Naya verantwortlich. Yasuyuki Itou war für die Kameraführung zuständig.
Der Anime wurde zusammen mit einem Spiel im Oktober 2019 erstmals angekündigt. Die zunächst für 2021 geplante Ausstrahlung wurde im Oktober 2021 auf 2022 verschoben, während das Spiel auf unbestimmte Zeit verschoben wurde. Am 29. Dezember fand ein frei zugängliches Futsal-Turnier zwischen den Synchronsprechern der vier Teams der Serie statt. Die 12 Folgen wurden schließlich vom 9. Januar bis zum 27. März 2022 von den Sendern Tokyo MX, BS11 und MBS in Japan ausgestrahlt. Funimation Entertainment lizenzierte die Serie und veröffentlichte sie international per Streaming, unter anderem mit deutschen Untertiteln auf Wakanim. Bei Amazon Prime Video und Anime Generation wurde Futsal Boys!!!!! in Italien gezeigt.

### Synchronisation
| Rolle            | japanische Sprecher (Seiyū) |
| ---------------- | --------------------------- |
| Haru Yamato      | Ryōta Takara                |
| Seiichirō Sakaki | Shūto Ishimori              |
| Ryū Nagumo       | Kazuki Furuta               |
| Tōi Tsukioka     | Kohei Yoshiwara             |
| Tsubaki Yukinaga | Ryōtarō Yamaguchi           |
| Taiga Amakado    | Yasunao Sakai               |

### Musik
Die Filmmusik stammt von R.O.N. Das Opening wurde unterlegt mit dem Lied Brave Maker von Takao Sakuma, für den Abspann verwendete man das Lied Pianissimo von Stereo Dive Foundation.